# Torneo Provincial de Fútbol (Catamarca)
El Torneo Provincial de Fútbol de Catamarca es un torneo oficial organizado por la Federación Catamarqueña de Fútbol, que se juega previamente por fase de grupo y finalmente por el sistema de eliminación directa, cuyo ganador obtiene la clasificación al Torneo Regional Federal Amateur.
Su primera edición fue en 1971, dónde el campeón fue el Club Atlético Sarmiento de San Fernando del Valle que venció a Peñarol de Belén por un global de 8-4.
El club que más veces disputó este certamen fue el Club Tiro Federal de Belén, con 14 participaciones.
Los que más veces ganaron el torneo fueron Progreso de Tinogasta y Jorge Newbery de Pomán en 3 ocasiones. 
Por otro lado Jorge Newbery de Pomán fue el que más veces llegó a la final, en total 5 veces.
El actual campeón es el Club Deportivo, Social y Cultural Peñarol de Medanitos, que venció al Club Deportivo General Lavalle de Colpes por 5-4 desde el punto penal, tras haber igualado sin goles en el tiempo reglamentario, el encuentro fue disputado el 6 de abril de 2025 en el Estadio del Club Atlético Peñarol, en la ciudad de Belén).
A partir de la edición 2023 volvió a contar con la participación de representantes de la Liga Catamarqueña de Fútbol, luego de 52 años y también comenzó a disputarse el Torneo Provincial Femenino.

## Características

### Formato
El formato actual del Torneo Provincial, consiste en una fase de grupos que se realiza por cercanía geográfica (Fiambalá/Tinogasta; Belén/Santa María; Andalgalá/Valle Viejo y Recreo/Santa Rosa). Participan en total 16 equipos (2 de 8 ligas afiliadas a la Federación Catamarqueña), aunque en la edición de 2019 las ligas Andalgalense y Chacarera de Fútbol no participaron debido a que no se sabía si el Consejo Federal de Fútbol le otorgaba la plaza al Federal Amateur al campeón de este torneo.
En la edición 2020, se incorporó la Liga Departamental de Pomán y por segundo año consecutivo Andalgalá no participará.
Una vez finalizada la fase de grupos, se realizaba el sorteo de los cuartos de final, que se juega a 2 partidos y con el sistema de eliminación, como así también en las semifinales y la final a un solo partido.
A partir de la edición 2023, se afilió la Liga Catamarqueña de Fútbol y el formato fue distinto. En el cual participan 20 equipos, dónde se conforman 5 zonas de 4 equipos, distribuidos por cercanía geográfica, avanzando a cuartos de final, los equipos ubicados en el primer lugar de cada zona, más los tres mejores equipos ubicados en el segundos lugar.
Una vez finalizada la fase de grupos, se juega con el sistema de eliminación directa a 2 partidos, tanto en Cuartos de final como en Semifinales y la Final a un solo partido.

### Ranking de Clubes de Catamarca
En este listado se detalla el ranking de clubes de la provincia, en sus participaciones en el Torneo Provincial.

## Equipos participantes
| Club                                                     | Ciudad                        | Departamento   | Part | Ediciones                                                                            | Tit |
| -------------------------------------------------------- | ----------------------------- | -------------- | ---- | ------------------------------------------------------------------------------------ | --- |
| Club Tiro Federal de Belén                               | Belén                         | Belén          | 14   | 1980/81, 1983, 1984, 1990, 1991, 2001, 2003 2009, 2010, 2012, 2013, 2016, 2019, 2023 | 1   |
| Club Atlético Jorge Newbery                              | Pomán                         | Pomán          | 13   | 1981/82, 1983, 1984, 1986, 1988, 1990, 1991 1993, 2011, 2017, 2018, 2020, 2022       | 3   |
| Club Social y Deportivo Defensores de Fiambalá           | Fiambalá                      | Tinogasta      | 11   | 1981/82, 1983, 1984, 1990, 1994, 1996 2003, 2005, 2010, 2016, 2017                   | 2   |
| Club Social y Deportivo Boulevard Norte                  | Santa María                   | Santa María    | 10   | 1980/81, 1981/82, 1990, 1991, 1999 2013, 2015, 2020, 2023, 2024                      | 2   |
| Club Unión Sportiva                                      | Recreo                        | La Paz         | 9    | 1971, 1980/81, 1981/82, 1984, 1991 2002, 2015, 2019, 2023                            | 2   |
| Club Atlético San Martín                                 | Recreo                        | La Paz         | 9    | 1983, 1985, 2001, 2014, 2015 2018, 2020, 2022, 2024                                  | -   |
| Club Social, Cultural y Deportivo Racing 250             | Belén                         | Belén          | 9    | 2005, 2013, 2014, 2015, 2016 2018, 2019, 2024, 2025                                  | -   |
| Club Social y Deportivo Talleres                         | Fiambalá                      | Tinogasta      | 9    | 2011, 2013, 2014, 2018, 2019 2022, 2023, 2024, 2025                                  | -   |
| Club Social y Deportivo Progreso                         | Tinogasta                     | Tinogasta      | 8    | 1986, 1988, 2009, 2010 2011, 2012, 2016, 2018                                        | 3   |
| Club Sportivo Chacarita                                  | Santa María                   | Santa María    | 8    | 1993, 2009, 2010, 2011 2012, 2016, 2018, 2024                                        | 1   |
| Club Atlético y Deportivo Tinogasta Central              | Tinogasta                     | Tinogasta      | 8    | 1999, 2001, 2010, 2012 2014, 2019, 2023, 2025                                        | 2   |
| Club Atlético San Martín                                 | El Bañado                     | Valle Viejo    | 7    | 1980/81, 1981/82, 1983, 1991, 2002, 2011, 2022                                       | -   |
| Club Social, Cultural y Deportivo Santa Rosa             | Santa Rosa                    | Tinogasta      | 7    | 1990, 1994, 2008, 2013, 2016, 2017, 2018                                             | -   |
| Club Atlético Peñarol                                    | Belén                         | Belén          | 6    | 1971, 1985, 1988, 1994, 2017, 2018                                                   | 1   |
| Club Social y Deportivo Racing                           | Tinogasta                     | Tinogasta      | 6    | 1980/81, 1981/82, 1983, 1984, 1985, 2022                                             | 2   |
| Club Social y Deportivo Andino                           | Fiambalá                      | Tinogasta      | 6    | 1980/81, 1991, 1993, 2008, 2018, 2020                                                | -   |
| Club Atlético San Luis                                   | Belén                         | Belén          | 6    | 1981/82, 2008, 2011, 2012, 2017, 2020                                                | -   |
| Club Atlético Independiente                              | San Antonio                   | Fray M. Esquiú | 6    | 1984, 1994, 1998, 2003, 2012, 2024                                                   | 1   |
| Club Sportivo Mamerto Esquiú                             | Saujil                        | Pomán          | 6    | 1996, 2010, 2013, 2017, 2020, 2025                                                   | -   |
| Club Deportivo General Lavalle                           | Colpes                        | Pomán          | 6    | 1999, 2002, 2005, 2015, 2024, 2025                                                   | -   |
| Club Tiro Federal y Gimnasia                             | Andalgalá                     | Andalgalá      | 5    | 1980/81, 1981/82, 1984, 1986, 2015                                                   | 1   |
| Club Deportivo, Social y Cultural Estudiantes            | El Puesto                     | Tinogasta      | 5    | 1993, 2002, 2003, 2011, 2014                                                         | -   |
| Club Atlético La Tercena                                 | La Tercena                    | Fray M. Esquiú | 5    | 1994, 1999, 2005, 2010, 2015                                                         | 1   |
| Club Social y Deportivo Chacarita                        | Saujil                        | Tinogasta      | 5    | 2001, 2002, 2012, 2015, 2020                                                         | 1   |
| Club Atlético San Isidro                                 | Loro Huasi                    | Santa María    | 5    | 2001, 2013, 2015, 2019, 2023                                                         | -   |
| Club Atlético General Navarro                            | Siján                         | Pomán          | 5    | 2002, 2010, 2012, 2013, 2014                                                         | -   |
| Club Atlético San Lorenzo de Huachaschi                  | Andalgalá                     | Andalgalá      | 5    | 2003, 2011, 2023, 2024, 2025                                                         | -   |
| Club Atlético y Deportivo La Paz                         | Tinogasta                     | Tinogasta      | 5    | 2013, 2015, 2020, 2024, 2025                                                         | -   |
| Club Deportivo y Cultural Juventud Unida                 | Tinogasta                     | Tinogasta      | 5    | 2015, 2017, 2019, 2022, 2023                                                         | -   |
| Club Social y Deportivo La Merced                        | La Merced                     | Paclín         | 4    | 1985, 1988, 2012, 2016                                                               | -   |
| Club Atlético Racing                                     | Fiambalá                      | Tinogasta      | 4    | 1985, 2009, 2011, 2017                                                               | -   |
| Club Sportivo Olmos y Aguilera                           | Belén                         | Belén          | 4    | 1993, 1999, 2002, 2024                                                               | -   |
| Club Sportivo Villa Dolores                              | Villa Dolores                 | Valle Viejo    | 4    | 1993, 2001, 2016, 2023                                                               | -   |
| Club Atlético Pedro Cano                                 | Recreo                        | La Paz         | 4    | 2005, 2013, 2024, 2025                                                               | -   |
| Club Deportivo Unión Calchaquí                           | Santa María                   | Santa María    | 4    | 2008, 2014, 2019, 2025                                                               | -   |
| Club Obreros de San Isidro                               | San Isidro                    | Valle Viejo    | 4    | 2008, 2015, 2017, 2024                                                               | 1   |
| Club Atlético Estrella del Sud                           | Santa María                   | Santa María    | 4    | 2011, 2014, 2017, 2025                                                               | -   |
| Club Social y Deportivo La Soledad                       | Medanitos                     | Tinogasta      | 4    | 2012, 2014, 2023, 2024                                                               | -   |
| Club Atlético Santo Domingo                              | Lampacito                     | Santa María    | 3    | 1983, 1985, 2012                                                                     | -   |
| Club Ferrocarril Independiente                           | Andalgalá                     | Andalgalá      | 3    | 1983, 1993, 2024                                                                     | 1   |
| Club Atlético Vélez Sarsfield                            | Andalgalá                     | Andalgalá      | 3    | 1985, 2014, 2025                                                                     | -   |
| Club Sportivo Saujil                                     | Saujil                        | Pomán          | 3    | 1985, 2023, 2024                                                                     | -   |
| Club Atlético Rivadavia                                  | Andalgalá                     | Andalgalá      | 3    | 2008, 2009, 2012                                                                     | -   |
| Club Unión La Costa                                      | Belén                         | Belén          | 3    | 2010, 2022, 2025                                                                     | -   |
| Club Deportivo Coronel Daza                              | Banda de Varela               | Capital        | 3    | 2011, 2020, 2023                                                                     | 2   |
| Asociación Esperanza Recreína Escuela de Fútbol Infantil | Recreo                        | La Paz         | 3    | 2013, 2016, 2025                                                                     | -   |
| Club Atlético San Martín                                 | Belén                         | Belén          | 3    | 2014, 2015, 2023                                                                     | -   |
| Club Deportivo Alijilán                                  | Alijilán                      | Santa Rosa     | 3    | 2016, 2019, 2020                                                                     | -   |
| Club Deportivo Monte Redondo                             | Monte Redondo                 | Santa Rosa     | 3    | 2020, 2022, 2023                                                                     | -   |
| Club Defensores de Esquiú                                | Piedra Blanca                 | Fray M. Esquiú | 2    | 1971, 2009                                                                           | 1   |
| Club Atlético San Martín                                 | Fiambalá                      | Tinogasta      | 2    | 1971, 2010                                                                           | -   |
| Atlético Racing Club Andalgalá                           | Andalgalá                     | Andalgalá      | 2    | 1988, 2016                                                                           | -   |
| Instituto Central Norte Argentino                        | Recreo                        | La Paz         | 2    | 1990, 2017                                                                           | -   |
| Club Deportivo Sumalao                                   | Sumalao                       | Valle Viejo    | 2    | 1990, 2025                                                                           | 1   |
| Club Deportivo Esquiú                                    | Anillaco                      | Tinogasta      | 2    | 1991, 2005                                                                           | -   |
| Club Social y Deportivo River Unido                      | El Pajonal                    | Pomán          | 2    | 2001, 2022                                                                           | -   |
| Club Atlético Nueva Chicago                              | Belén                         | Belén          | 2    | 2011, 2022                                                                           | -   |
| Club Sportivo Social Rojas                               | Santa Rosa                    | Valle Viejo    | 2    | 2013, 2018                                                                           | 1   |
| Club Deportivo El Zonda                                  | Fiambalá                      | Tinogasta      | 2    | 2013, 2019                                                                           | -   |
| Club Sportivo Los Sureños                                | Pozo El Mistol                | Valle Viejo    | 2    | 2013, 2025                                                                           | -   |
| Club Atlético Esquiú                                     | Esquiú                        | La Paz         | 2    | 2014, 2016                                                                           | -   |
| Club Social y Deportivo Bañado de Ovanta                 | Bañado de Ovanta              | Santa Rosa     | 2    | 2016, 2017                                                                           | -   |
| Club Atlético San Lorenzo de Pomán                       | Pomán                         | Pomán          | 2    | 2016, 2018                                                                           | 1   |
| Club Deportivo Cultural                                  | El Puesto                     | Santa María    | 2    | 2016, 2022                                                                           | -   |
| Club Atlético Matadero                                   | Recreo                        | La Paz         | 2    | 2017, 2020                                                                           | -   |
| Club Deportivo Independiente                             | Los Altos                     | Santa Rosa     | 2    | 2017, 2023                                                                           | -   |
| Centro Vecinal y Deportivo Banda Norte                   | Recreo                        | La Paz         | 2    | 2018, 2022                                                                           | -   |
| Club Social y Deportivo General Lavalle                  | Lavalle                       | Santa Rosa     | 2    | 2018, 2022                                                                           | -   |
| Club Social y Deportivo Las Pirquitas                    | Las Pirquitas                 | Fray M. Esquiú | 2    | 2018, 2022                                                                           | -   |
| Club Atlético Defensores del Norte                       | San F. del Valle de Catamarca | Capital        | 2    | 2023, 2024                                                                           | 1   |
| Club Atlético Sarmiento                                  | San F. del Valle de Catamarca | Capital        | 1    | 1971                                                                                 | 1   |
| Club Unión Aconquija                                     | Aconquija                     | Andalgalá      | 1    | 1990                                                                                 |     |
| Club Sportivo Aconquija                                  | Chaquiago                     | Andalgalá      | 1    | 1991                                                                                 |     |
| Club Deportivo Juventud Unida                            | La Falda                      | Fray M. Esquiú | 1    | 2014                                                                                 | -   |
| Club Social y Deportivo Los Altos                        | Los Altos                     | Santa Rosa     | 1    | 2014                                                                                 | -   |
| Club Atlético San Pedro                                  | San Pedro de Guasayán         | Guasayán       | 1    | 2015                                                                                 | -   |
| Club Deportivo Los Molles                                | Los Molles                    | Santa Rosa     | 1    | 2015                                                                                 | -   |
| Club Sportivo Medanitos                                  | Medanitos                     | Tinogasta      | 1    | 2015                                                                                 | -   |
| Club Sportivo La Ramadita                                | La Ramadita                   | Tinogasta      | 1    | 2016                                                                                 | -   |
| Club Deportivo Amaicha                                   | Amaicha del Valle             | Tafí del Valle | 1    | 2017                                                                                 | -   |
| Club Social, Cultural y Deportivo La Estación            | Miraflores                    | Capayán        | 1    | 2017                                                                                 | -   |
| Club Deportivo Las Mojarras                              | Las Mojarras                  | Santa María    | 1    | 2018                                                                                 | -   |
| Club Social y Deportivo Defensores de Quimilpa           | Los Altos                     | Santa Rosa     | 1    | 2018                                                                                 | -   |
| Club Atlético Juventud Unida                             | Bañado de Ovanta              | Santa Rosa     | 1    | 2019                                                                                 | -   |
| Club Atlético San Lorenzo de Recreo                      | Recreo                        | La Paz         | 1    | 2019                                                                                 | -   |
| Unión Vecinal, Social, Cultural y Deportiva 14 de Agosto | Tinogasta                     | Tinogasta      | 1    | 2020                                                                                 | -   |
| Club Atlético Mojarras Norte                             | Las Mojarras                  | Santa María    | 1    | 2020                                                                                 | -   |
| Club Atlético San Antonio                                | Belén                         | Belén          | 1    | 2020                                                                                 | -   |
| Club Social, Cultural y Deportivo El Auténtico           | San F. del Valle de Catamarca | Capital        | 1    | 2020                                                                                 | -   |
| Club Atlético Colón Juniors                              | Fiambalá                      | Tinogasta      | 1    | 2022                                                                                 | -   |
| Club Atlético San José                                   | San José                      | Santa María    | 1    | 2022                                                                                 | -   |
| Club Social y Deportivo Malli                            | Andalgalá                     | Andalgalá      | 1    | 2023                                                                                 |     |
| Club Deportivo Obrero                                    | Recreo                        | La Paz         | 1    | 2023                                                                                 | -   |
| Club Atlético Estudiantes de La Tablada                  | San F. del Valle de Catamarca | Capital        | 1    | 2023                                                                                 | -   |
| Club Sportivo Unión Obrera                               | Mutquín                       | Pomán          | 1    | 2023                                                                                 | -   |
| Club Social y Deportivo Manantiales                      | Manantiales                   | Santa Rosa     | 1    | 2024                                                                                 | -   |
| Club Sportivo Ferrocarriles del Estado                   | Chumbicha                     | Capayán        | 1    | 2024                                                                                 | -   |
| Club Atlético Independiente                              | El Alto                       | El Alto        | 1    | 2024                                                                                 | -   |
| Club Social y Deportivo San Vicente                      | Salado                        | Tinogasta      | 1    | 2024                                                                                 | -   |
| Club Deportivo, Social y Cultural Peñarol                | Medanitos                     | Tinogasta      | 1    | 2025                                                                                 | 1   |
| Club Atlético San Lorenzo de Alem                        | San F. del Valle de Catamarca | Capital        | 1    | 2025                                                                                 | -   |
| Tapso Fútbol Club                                        | Tapso                         | El Alto        | 1    | 2025                                                                                 | -   |
| Club Atlético Unión San Pedro                            | San Pedro de Guasayán         | Guasayán       | 1    | 2025                                                                                 | -   |
| Club Sportivo Villa Cubas                                | San F. del Valle de Catamarca | Capital        | 1    | 2025                                                                                 | -   |

## Finales
- La primera final del Torneo Provincial se disputó en 1971 entre Sarmiento y Peñarol de Belén, con victoria para el equipo de Capital.

- Entre 1972 y 1979 se disputó otro torneo similar al Provincial, pero de manera no oficial, en el cual los participantes ingresaban por invitación.

- En los años 1987, 1989, 1992, 1995, 1997, 2000, 2004, 2006 y 2007 la competición no se realizó por diversos motivos.

- Desde el 2008 hasta la edición actual, el torneo se juega de manera ininterrumpida, jugándose en este 2025 la edición XXXVI.

| Año     | Campeón                                                  | Final Resultados   | Subcampeón                               | Sede(s) de la final                                       | Sede(s) de la final |
| ------- | -------------------------------------------------------- | ------------------ | ---------------------------------------- | --------------------------------------------------------- | ------------------- |
| 1971    | Sarmiento San Fernando del Valle de Catamarca            | 4:0 4:4            | Peñarol Belén                            | San Fernando del Valle de Catamarca Belén                 |                     |
| 1980/81 | Racing Tinogasta                                         | 3:1                | Unión Sportiva Recreo                    | Tinogasta                                                 |                     |
| 1981/82 | Racing Tinogasta                                         | 2:2 2:0            | Tiro Federal y Gimnasia Andalgalá        | Andalgalá Tinogasta                                       |                     |
| 1983    | Ferrocarril Independiente Andalgalá                      | 1:0 1:2            | Racing Tinogasta                         | Andalgalá Tinogasta                                       |                     |
| 1984    | Independiente San Antonio                                | Sin datos          | Racing Tinogasta                         | -                                                         |                     |
| 1985    | Peñarol Belén                                            | 3:0                | Racing Tinogasta                         | Tinogasta                                                 |                     |
| 1986    | Tiro Federal y Gimnasia Andalgalá                        | 3:2                | Jorge Newbery Pomán                      | Andalgalá                                                 |                     |
| 1988    | Jorge Newbery Pomán                                      | 1:1                | Progreso Tinogasta                       | Villa de Pomán                                            |                     |
| 1990    | Deportivo Sumalao Sumalao                                | 4:4                | Jorge Newbery Pomán                      | San Isidro                                                |                     |
| 1991    | Boulevard Norte Santa María                              | 2:1                | Esquiú Anillaco                          | Santa María                                               |                     |
| 1993    | Sportivo Chacarita Santa María                           | 1:0                | Estudiantes El Puesto                    | Santa María                                               |                     |
| 1994    | Defensores de Fiambalá Fiambalá                          | 1:0                | Independiente San Antonio                | Fiambalá San Isidro                                       |                     |
| 1996    | Defensores de Fiambalá Fiambalá                          | 5:1                | Mamerto Esquiú Saujil                    | Saujil Fiambalá                                           |                     |
| 1998    | Independiente San Antonio                                | 1:0                | Peñarol Belén                            | San Isidro                                                |                     |
| 1999    | Seleccionado Santa Rosa Los Altos                        | 1:0                | General Lavalle Colpes                   | -                                                         |                     |
| 2001    | Chacarita Saujil                                         | 2:1 1:1            | Seleccionado Liga Andalgalense Andalgalá | Andalgalá Fiambalá                                        |                     |
| 2002    | Unión Sportiva Recreo                                    | 3:0                | Olmos y Aguilera Belén                   | Recreo Belén                                              |                     |
| 2003    | Tiro Federal Belén                                       | 0:1 2:0            | Independiente San Antonio                | San Isidro Belén                                          |                     |
| 2005    | Atlético La Tercena La Tercena                           | 1:1 4:0            | Racing Belén                             | Belén San Isidro                                          |                     |
| 2008    | Obreros de San Isidro San Isidro                         | 3:0                | Santa Rosa (T) Santa Rosa                | Primo A. Prevedello, San Isidro                           |                     |
| 2009    | Defensores de Esquiú San José de Piedra Blanca           | 2:1 1:2 (5:4 pen.) | Tiro Federal Belén                       | Primo A. Prevedello, San Isidro Peñarol, Belén            |                     |
| 2010    | Progreso Tinogasta                                       | 1:2 3:1            | Sportivo Chacarita Santa María           | Chacarita, Santa María Progreso, Tinogasta                |                     |
| 2011    | Progreso Tinogasta                                       | 1:1 3:2            | San Martín El Bañado                     | Primo A. Prevedello, San Isidro Progreso, Tinogasta       |                     |
| 2012    | Tinogasta Central Tinogasta                              | 2:1 0:0            | San Luis Belén                           | Peñarol, Belén Tinogasta Central, Tinogasta               |                     |
| 2013    | Social Rojas Santa Rosa                                  | 1:2 3:1            | Racing Belén                             | Peñarol, Belén Bicentenario, Catamarca                    |                     |
| 2014    | Tinogasta Central Tinogasta                              | 1:0 0:1 (5:4 pen.) | General Navarro Siján                    | Tinogasta Central, Tinogasta General Navarro, Siján       |                     |
| 2015    | Boulevard Norte Santa María                              | 0:1 3:1            | Obreros de San Isidro San Isidro         | Primo A. Prevedello, San Isidro Bulevar Norte,Santa María |                     |
| 2016    | Progreso Tinogasta                                       | 1:1 1:0            | San Lorenzo Pomán                        | San Lorenzo, Pomán Progreso, Tinogasta                    |                     |
| 2017    | Jorge Newbery Pomán                                      | 1:0 1:1            | Defensores de Fiambalá Fiambalá          | Jorge Newbery, Pomán Defensores, Fiambalá                 |                     |
| 2018    | San Lorenzo Pomán                                        | 2:0 2:2            | Las Pirquitas Las Pirquitas              | Primo A. Prevedello, San Isidro San Lorenzo, Pomán        |                     |
| 2019    | Unión Sportiva Recreo                                    | 2:1 0:1 (5:4 pen.) | Juventud Unida Tinogasta                 | Unión Sportiva, Recreo Progreso, Tinogasta                |                     |
| 2020-21 | Coronel Daza Banda de Varela                             | 2:1                | San Martín (R) Recreo                    | Polideportivo Municipal de Chumbicha, Chumbicha           |                     |
| 2022    | Jorge Newbery Pomán                                      | 2:0                | Deportivo General Lavalle Lavalle        | Malvinas Argentinas, San F. del Valle de Catamarca        |                     |
| 2023    | Coronel Daza Banda de Varela                             | 2:0                | Sportivo Villa Dolores Villa Dolores     | Bicentenario, San F. del Valle de Catamarca               |                     |
| 2024    | Defensores del Norte San Fernando del Valle de Catamarca | 1:0                | San Lorenzo de Huachaschi Andalgalá      | Pedro Antonio Rosales, Saujil                             |                     |
| 2025    | Peñarol Medanitos                                        | 0:0 (5:4 pen.)     | General Lavalle Colpes                   | Peñarol, Belén                                            |                     |
| 2026    |                                                          | :                  |                                          |                                                           |                     |

Notas:
(pen.) = Tiros desde el punto penal
| 1. 2. 3. 4. |

## Palmarés
| Equipo                                    | Campeón | Subcampeón | Ediciones campeón | Ediciones subcampeón |
| ----------------------------------------- | ------- | ---------- | ----------------- | -------------------- |
| Jorge Newbery (Pomán)                     | 3       | 2          | 1988, 2017, 2022  | 1986, 1990           |
| Progreso (Tinogasta)                      | 3       | 1          | 2010, 2011, 2016  | 1988                 |
| Racing (Tinogasta)                        | 2       | 2          | 1980/81, 1981/82  | 1983, 1985           |
| Defensores de Fiambalá                    | 2       | 1          | 1994, 1996        | 2017                 |
| Unión Sportiva (Recreo)                   | 2       | 1          | 2002, 2019        | 1980/81              |
| Boulevard Norte (Santa María)             | 2       | -          | 1991, 2015        | -                    |
| Tinogasta Central                         | 2       | -          | 2012, 2014        | -                    |
| Coronel Daza (Banda de Varela)            | 2       | -          | 2020, 2023        | -                    |
| Peñarol (Belén)                           | 1       | 2          | 1985              | 1971, 1998           |
| Independiente (San Antonio)               | 1       | 2          | 1998              | 1994, 2003           |
| Tiro Federal y Gimnasia (Andalgalá)       | 1       | 1          | 1986              | 1981/82              |
| Sportivo Chacarita (Santa María)          | 1       | 1          | 1993              | 2010                 |
| Tiro Federal (Belén)                      | 1       | 1          | 2003              | 2009                 |
| Obreros de San Isidro                     | 1       | 1          | 2008              | 2015                 |
| San Lorenzo (Pomán)                       | 1       | 1          | 2018              | 2016                 |
| Sarmiento (San F. del Valle de Catamarca) | 1       | -          | 1971              | -                    |
| Ferrocarril Independiente (Andalgalá)     | 1       | -          | 1983              | -                    |
| Deportivo Sumalao (Sumalao)               | 1       | -          | 1990              | -                    |
| Seleccionado Santa Rosa (Los Altos)       | 1       | -          | 1999              | -                    |
| Chacarita (Saujil)                        | 1       | -          | 2001              | -                    |
| Atlético La Tercena (La Tercena)          | 1       | -          | 2005              | -                    |
| Defensores de Esquiú (Piedra Blanca)      | 1       | -          | 2009              | -                    |
| Social Rojas (Santa Rosa)                 | 1       | -          | 2013              | -                    |
| Defensores del Norte (Capital)            | 1       | -          | 2024              | -                    |
| Peñarol (Medanitos)                       | 1       | -          | 2025              | -                    |
| General Lavalle (Colpes)                  | -       | 2          | -                 | 1999, 2025           |
| Racing 250 (Belén)                        | -       | 2          | -                 | 2005, 2013           |
| Esquiú (Anillaco)                         | -       | 1          | -                 | 1991                 |
| Estudiantes (El Puesto)                   | -       | 1          | -                 | 1993                 |
| Mamerto Esquiú (Saujil)                   | -       | 1          | -                 | 1996                 |
| Olmos y Aguilera (Belén)                  | -       | 1          | -                 | 2002                 |
| Santa Rosa (Tinogasta)                    | -       | 1          | -                 | 2008                 |
| San Martín (El Bañado)                    | -       | 1          | -                 | 2011                 |
| San Luis (Belén)                          | -       | 1          | -                 | 2012                 |
| General Navarro (Siján)                   | -       | 1          | -                 | 2014                 |
| Deportivo Las Pirquitas                   | -       | 1          | -                 | 2018                 |
| Juventud Unida (Tinogasta)                | -       | 1          | -                 | 2019                 |
| San Martín (Recreo)                       | -       | 1          | -                 | 2020                 |
| Deportivo General Lavalle (Lavalle)       | -       | 1          | -                 | 2022                 |
| Sportivo Villa Dolores (Villa Dolores)    | -       | 1          | -                 | 2023                 |
| San Lorenzo de Huachaschi (Andalgalá)     | -       | 1          | -                 | 2024                 |

### Títulos por ligas
A continuación se listan las ligas en los que sus representantes han conseguido el campeonato o el subcampeonato en alguna edición del presente formato del torneo.
| Liga                                             | Títulos | Subcampeón | Años campeonatos                               |
| ------------------------------------------------ | ------- | ---------- | ---------------------------------------------- |
| Liga Chacarera de Fútbol (Valle Viejo)           | 8       | 5          | 1990, 1998, 2005, 2008, 2009, 2013, 2020, 2023 |
| Liga Tinogasteña de Fútbol (Tinogasta)           | 7       | 7          | 1980/81, 1981/82, 2010, 2011, 2012, 2014, 2016 |
| Liga Andalgalense de Fútbol (Andalgalá)          | 4       | 5          | 1983, 1986, 2017, 2018                         |
| Liga Fiambalense de Fútbol (Fiambalá)            | 4       | 1          | 1994, 1996, 2001, 2025                         |
| Liga Santamariana de Fútbol (Santa María)        | 3       | 1          | 1991, 1993, 2015                               |
| Liga Belenista de Fútbol (Belén)                 | 2       | 7          | 1985, 2003                                     |
| Liga Departamental de Fútbol de Pomán (Pomán)    | 2       | 3          | 1988, 2022                                     |
| Liga Departamental de Fútbol de Recreo (Recreo)  | 2       | 2          | 2002, 2019                                     |
| Liga Catamarqueña de Fútbol (Capital)            | 2       | -          | 1971, 2024                                     |
| Liga de Fútbol del Dpto. Santa Rosa (Santa Rosa) | 1       | 1          | 1999                                           |

### Partidos con más goles y Máximas goleadas
| 2025    | San Lorenzo de Alem           | 10 - 0 | Unión San Pedro                |
| 2017    | Peñarol (Belén)               | 6 - 4  | Juventud Unida (Tinogasta)     |
| 2018    | Las Pirquitas                 | 5 - 5  | San Lorenzo (Pomán)            |
| 2015    | La Paz (Tinogasta)            | 9 - 0  | San Isidro (Santa María)       |
| 2018    | Talleres (Fiambalá)           | 2 - 7  | Progreso (Tinogasta)           |
| 2019    | Juventud Unida (B. de Ovanta) | 7 - 2  | San Lorenzo (Recreo)           |
| 2018    | Defensores de Quimilpa        | 4 - 5  | San Martín (Recreo)            |
| 1980/81 | Tiro Federal y Gimnasia       | 8 - 0  | Jorge Newbery (P)              |
| 2011    | Progreso                      | 7 - 1  | Estrella del Sud               |
| 2018    | San Martín (Recreo)           | 7 - 1  | San Pedro                      |
| 2019    | Tinogasta Central             | 7 - 1  | Deportivo Alijilán             |
| 2016    | Social Bañado de Ovanta       | 6 - 2  | Esperanza Recreína             |
| 2020    | San Martín (R)                | 5 - 3  | Deportivo La Paz (T)           |
| 2019    | Talleres (Fiambalá)           | 4 - 4  | Tinogasta Central              |
| 2023    | Coronel Daza                  | 7 - 0  | Talleres (Fiambalá)            |
| 2011    | San Martín (El Bañado)        | 6 - 0  | Jorge Newbery (P)              |
| 2013    | Los Sureños                   | 6 - 0  | Esperanza Recreína             |
| 2014    | Unión Calchaquí (Santa María) | 6 - 0  | Estrella del Sud (Santa María) |
| 2017    | Deportivo Amaicha             | 6 - 0  | Racing (Fiambalá)              |
| 2023    | Coronel Daza                  | 6 - 0  | Defensores del Norte           |
| 2020    | Depprtivo Monte Redondo       | 5 - 1  | Matadero (R)                   |
| 2023    | Defensores del Norte          | 5 - 1  | Estudiantes de La Tablada      |
| 2014    | Juventud Unida (La Falda)     | 0 - 5  | Social Los Altos               |
| 2020    | Jorge Newbery (P)             | 5 - 0  | El Auténtico                   |